# جون سنو (طبيب)
جون سنو (بالإنجليزية: John Snow)‏، (15 مارس 1813 - 16 يونيو 1858) طبيب إنجليزي، رائد في التخدير وفي اعتماد النظافة الطبية. ويعتبر واحدا من آباء ومؤسسي علم الأوبئة الحديثة، وجزءا منه بسبب عمله في تعقب مصدر تفشي وباء الكوليرا في سوهو، لندن، في عام 1854. النتائج التي توصل إليها أدت إلى تغييرات جوهرية في أنظمة المياه والنفايات في لندن، والتي أدت إلى تغييرات مماثلة في مدن أخرى، وتحسن كبير في الصحة العامة في جميع أنحاء العالم.

## نشأته وتعليمه
ولد سنو في 15 مارس 1813 في يورك، إنجلترا، لوالده ويليام سنو، ووالدته فرانسيس سنو، وقد أنجب الثنائي تسعة أطفال في منزلهما في شارع الشمال وجون هو الأول بينهم. عُمّد في كنيسة القديسين (بالإنجليزية: All Saints' Church) الموجودة في شارع الشمال في يورك. عمل والده في مخزن فحم محلي بالقرب من نهر أوزي (Ouse)، الذي كان يزوّد باستمرار من حقل فحم يوركشاير بواسطة الزوارق، عمل لاحقًا مزارعًا في قرية صغيرة إلى الشمال من يورك.
كان الحي الذي قطن فيه جون من أفقر الأحياء في المدينة، وكان معرضًا باستمرار إلى خطر الفيضان بسبب قربه من نهر أوزي. عانى سنو خلال فترة ترعرعه من ظروف غير صحية وتلوث في مسقط رأسه. كانت معظم الشوارع غير صحية، كما كان النهر ملوثًا بمياه الصرف الصحي من ساحات السوق والمقابر والمجاري.
أظهر سنو في سن مبكرة موهبة وكفاءة بالرياضيات. في عام 1827، عندما كان عمره 14 عامًا، حصل سنو على تدريب طبي مع ويليام هاركاستل في منطقة نيوكاسل أبون تاين. في عام 1832، خلال فترة تدربه كجراح-صيدلي، واجه وباء الكوليرا للمرة الأولى في قرية كلنغوورث، وهي قرية لاستخراج الفحم. عالج سنو العديد من ضحايا المرض، الأمر الذي أكسبه خبرة. أصبح سنو ممتنعًا عن الكحوليات والمسكرات واتسمت حياته بالتقشف والتزهّد، ووقع على عهدٍ بذلك عام 1835. كان سنو نباتيًا أيضًا وحاول قدر الإمكان شرب ماء مقطر «نقي». بين عامي 1832 و1835 عمل سنو كمساعد لجراح مناجم الفحم، بدايةً في بورنوبفيلد في مقاطعة دورهام، ثم في جسر باتيلي، غرب رايدينج يوركشاير. في أكتوبر 1836، التحق بكلية هنتر للطب في شارع غراند ويندميل، لندن.

## مسيرته المهنية
في ثلاثينيات القرن الثامن عشر، كان الجراح توماس مايكل جرينهو زميلًا لسنو في مشفى فيكتوريا الملكي، وقد عمل الجراحان معًا على إجراء أبحاث حول أوبئة الكوليرا في إنجلترا، واستمروا في القيام بذلك لسنوات عديدة.
في عام 1837، بدأ سنو العمل في مشفى وستمنستر، حصل على عضوية كلية الجراحين الملكية بإنجلترا في 2 مايو 1838، وتخرج من جامعة لندن في ديسمبر 1844 وحصل على عضوية كلية الأطباء الملكية عام 1850.
سنو من الأعضاء المؤسسين لجمعية الأمراض الوبائية في لندن، والتي تشكلت في مايو عام 1850 نتيجةً لتفشي مرض الكوليرا عام 1849. بحلول عام 1856، كان سنو والدكتور إيه أتش جرينهو، قريب الدكتور جرينهو، من بين مجموعة من الأطباء المخضرمين في الجمعية الذين أجروا نقاشًا حول «الكارثة المروعة، الكوليرا».
في عام 1857، قدم سنو في وقت مبكر وغالبًا ما أشرف على مساهمة في علم الأوبئة في منشور بعنوان في غش الخبز كسبب في كساح الأطفال (On the adulteration of bread as a cause of rickets.)

## التخدير
يعد جون سنو واحدًا من أوائل الأطباء الذين درسوا وحسبوا جرعات استخدام الإيثر والكلوروفورم في التخدير الجراحي، ما مكن المرضى من إجراء عمليات جراحية وتوليدية دون الشعور بالمعاناة والألم. صمم الأدوات لحساب كمية الإيثر التي تعطى للمرضى بشكل آمن كما صمم قناعًا لحساب والتحكم بالكلوروفورم. تولى شخصيًا حساب كمية الكلوروفورم وإعطائها للملكة فيكتوريا عندما أنجبت آخر اثنين من أطفالها التسعة، ليوبولد عام 1853، وبياتريس عام 1857، ولم يكن قد حصل على وسام الإمبراطورية حتى هذه اللحظة، ما أدى إلى قبول أوسع للتخدير التوليدي بين العامّة. نشر سنو مقالًا عن الإيثر عام 1847 بعنوان عن استنشاق بخار الإيثر. نُشرت نسخة أطول بعنوان عن الكلوروفورم وغيره من مواد التخدير وتأثيرها وحسابها بعد وفاته في عام 1858.
بعد أن أنهى دراسته الطبية في جامعة لندن، حصل على شهادة دكتور في الطب عام 1844. تدرّب سنو في شارع فريث 54 في سوهو كجراح وطبيب عام. ساهم جون سنو في عدد من المجالات الطبية بما في ذلك علم التخدير، وكان عضوًا في جمعية وستمنستر الطبية، وهي منظمة متخصصة بالشروحات السريرية والعلمية. اكتسب سنو مكانة وتقديرًا في كل مرة تمكن فيها من تجربة وبحث العديد من أفكاره العلمية. كان متحدثًا عدة مرات في لقاءات الجمعية، كما كتب ونشر مقالات. كان مهتمًا بشكل خاص بالمرضى المصابين بأمراض الجهاز التنفسي وقد اختبر فرضيته من خلال الدراسات الحيوانية. في عام 1841، كتب، عن الاختناق، وعن إنعاش الأطفال المولودين أمواتا وهو مقال يناقش اكتشافاته حول فيزيولوجيا تنفس المواليد واستهلاك الأكسجين وتأثيرات تغير درجة حرارة الجسم. لذلك، كان اهتمامه بالتخدير والتنفس واضحًا منذ عام 1841 وبداية عام 1843، جرب سنو الإيثر ليرى آثاره على التنفس. بعد عام واحد فقط من تقديم الإيثر إلى بريطانيا، في عام 1847، نشر عملًا قصيرًا بعنوان استنشاق بخار الإيثر، الذي كان بمثابة دليل لاستخدامه. في الوقت نفسه، عمل على مختلف الأوراق التي وثقت تجربته السريرية مع التخدير، موضحًا ردود الفعل والإجراءات والتجارب.
على الرغم من أنه تعامل مع الإيثر كمخدر، إلا أنه لم يحاول أبدًا تسجيله كبراءة اختراع. بدلًا من ذلك واصل العمل ونشر الأعمال المكتوبة حول ملاحظاته والبحوث. بعد عامين على تقديم الإيثر كمخدر، أصبح سنو أكثر أطباء التخدير براعةً في بريطانيا، وطلب الجراحون المعرفون في لندن آنذاك مساعدته.
درس جون سنو الكلوروفورم بقدر دراسته للإيثر، الذي قدمه طبيب التوليد الإسكتلندي جيمس يونغ سيمبسون عام 1847.
أدرك سنو أن الكلوروفورم أكثر فعالية بكثير ويتطلب مزيدًا من الحرص والدقة عند حسابه وإعطائه للمريض. عرف سنو ذلك أولًا مع هانا جرينر، وهي مريضة توفيت في الخامسة عشر من عمار في 28 يناير 1848 بعد إجراء جراحي تطلب قطع ظفر إصبع قدمها. أُعطي الكلوروفورم لها عن طريق تغطية وجهها بقطعة قماش مغموسة في المادة، لكنّها سرعان ما توقف نبضها وتُوفيت. بعد التحقيق في وفاتها ووفاتين أخريين بعدها، أدرك سنو أن الكلوروفورم كان لا بد من أن يقدم ويحسب بعناية، ونشر النتائج التي توصل إليها في رسالة إلى مجلة ذا لانسيت.

## الحياة الشخصية
أصبح سنو نباتيًا في سن 17 عامًا وكان ممتنعًا عن الكحوليات والمسكرات. تبنى نظامًا غذائيًا يتضمن الألبان والبيض وذلك عبر إضافتها إلى الخضروات. تميز في السباحة بسبب هذا النظام الغذائي. أصبح بعد ذلك خضريًا. في منتصف عام 1840، تدهورت صحته وعانى من اضطراب كلوي أرجَعه إلى نظامه الغذائي النباتي، فأخذ يأكل اللحم ويشرب الخمر. استمر في شرب المياه النقية (عن طريق الغليان) طوال حياته، ولم يتزوج أبدًا.

## الإرث والتكريم
- يتميز قبره الموجود في مقبرة برومبتون، لندن، بنصب تذكاري جنائزي.
- عام 1978 تأسست شركة أبحاث واستشارات الصحة العامة، جون سنو.
- في عام 2001، تأسست كلية جون سنو في حرم الملكة التابع لجامعة دورهام في ستوكتون-أون-تيس.[16]

## روابط خارجية
- جون سنو على موقع الموسوعة البريطانية (الإنجليزية)